# قلب‌های تصادفی
قلب‌های تصادفی (به انگلیسی: Random Hearts) فیلمی محصول سال ۱۹۹۹ و به کارگردانی سیدنی پولاک است. در این فیلم بازیگرانی همچون هریسون فورد، کریستین اسکات توماس، چارلز اس. داتون، بانی هانت، دنیس هیزبرت، ریچارد جنکینز، پل گویلفویل، سوزانا تامپسون، پیتر کایوتی، کیت مارا، سوزان فلوید، دیلن بیکر، لین تیگپن، ریکو آیلسورت و ادی فالکو ایفای نقش کرده‌اند.

## داستان
داچ وان دن بروک (هریسون فورد)، کارآگاه پلیسی است که همسرش پیتون (تامپسن) در یک فروشگاه معتبر کار می‌کند و موقع پروازی تجاری به میامی، هواپیمایش بلافاصله پس از صعود، در یکی از ناگوارترین سانحه‌های هوائی شهر، سقوط می‌کند. اما مدتی بعد، داچ پی می‌برد که همسرش در واقع به مأموریتی کاری نمی‌رفته.
کی چندلر (اسکات توماس) یک شخصیت سیاسی است که او نیز شوهرش (کایوت) را در این سانحه از دست داده است. داچ و کی متوجه می‌شوند که همسران‌شان به این خاطر در آن هواپیما بوده‌اند که رابطه‌ای با هم داشته‌اند و…